# 한익스프레스
한익스프레스(Han Express Co. Ltd.)는 대한민국의 기업이다. 본사는 경기도 화성시 양감면 초록로 103에 위치해 있다. 한화 김승연 회장 조카이자 이후락의 손자인 이석환씨가 대표이사이다.

## 사고
2020년 이천 물류센터 공사장 화재로 한익스프레스의 물류센터에서 사내 하청 직원 38명이 사망한 적이 있다우레탄 폼 작업과 화물 엘리베이터 설치를 위한 용접 작업을 동시에 진행하던 중, 우레탄 폼에 발포제를 첨가하면서 발생한 유증기에 용접 불꽃이 튀어 폭발이 발생하여 화재가 일어났다

## 역사
1979년 5월15일 삼희통운 주식회사로 설립 후 1997년 9월 1일 현재의 사명을 바꿨다.

## 같이 보기
- 이천 물류센터 공사장 화재

## 참고 문헌
1. ↑  신민정, 이천 화재사고 관련 ‘한익스프레스’는 어떤 곳, 한겨레, 2020-04-29
2. ↑  “올해 최악의 살인 기업은 ‘이천 화재 참사’ 한익스프레스”, 한겨레, 2021-04-28
3. ↑  어기선, 4월 29일 한익스프레스 이천 물류센터 화재 사고 발생, 파이낸셜리뷰, 2024.04.29
4. ↑  로봇 격전지 된 ‘물류센터 오더피킹’… 한익스프레스 남사센터, 조선비즈, 2023.12.18
5. ↑  한익스프레스, 각종 소송에 '몸살', 머니S, 2024.01.12